# Константин Палеолог (сын Андроника II)
Константин Дука Комнин Палеолог (греч. Κωνσταντῖνος Δούκας Κομνηνός Παλαιολόγος, 1281 или не ранее 1278 и не позднее 1281, Константинополь — 1334 или около 1335) — сын византийского императора Андроника II Палеолога, наместник Фессалоник (1321-1322).

## Жизнь
Второй сын императора Андроника II Палеолога (1282—1328) и его первой жены, императрицы Анны Венгерской. Он родился где-то между 1278 и 1281 годами. Поскольку его отец уже был правящим соимператором вместе с Михаилом VIII Палеологом, он был «багрянородным», что подтверждается его печатями. В 1294 году ему был дарован титул деспота по случаю его первого брака с Евдокией, дочерью Феодора Музалона.
В 1305 году он сражался в гибельной битве при Апросе против Каталонской компании. В 1317 году он помешал своей сводной сестре Симониде, королеве Сербии, уйти в монастырь после смерти её матери Ирины Монферратской, и передал её сербам. Примерно в это же время он женился во второй раз на Евдокии Неокаисаретиссе, но оба его брака были бездетными. У него был один внебрачный сын, Михаил Кафар. В 1319 году он был наместником Авалона, а в 1321—1322 годах — наместником Фессалоник. Именно на этом посту его застала гражданская война 1321—1328 годов; в 1322 году он был заключён в тюрьму своим племянником Андроником III Палеологом в Дидимотихоне. Константин стал монахом, взяв имя Каллист. Он умер в 1334/35 году.